# 1RXS J160929.1-210524
1RXS J160929.1-210524 — звезда, находящаяся в созвездии Скорпиона на расстоянии около 470 световых лет от Земли. На орбите звезды находится планета 1RXS J160929.1-210524 b с массой, превышающей Юпитер в 8,4 раза, температурой 1800 К и обращающейся на расстоянии 330 а.е..

## Характеристики
1RXS J160929.1-210524 представляет собой оранжевый карлик, массой около 85 % массы Солнца. Возраст звезды определяется в 5 миллионов лет.

## Планетная система
В 2008 году астрономы с помощью телескопа обсерватории Джемини зарегистрировали объект, по размерам и массе сравнимый с планетой (получивший наименование 1RXS J160929.1-210524 b). Он обращается на расстоянии около 330 а. е. от родительской звезды и имеет массу 8 масс Юпитера. Важным является тот факт, что объект удалось визуально запечатлеть на снимке. 15 июня 2010 года в Астрофизическом журнале вышла статья в которой подтверждалась планетная природа компаньона. Таким образом объект стал первой планетой, обращающейся вокруг солнцеподобной звезды и запечатлённый на снимке.
В новых наблюдениях использовалась система адаптивной оптики ALTAIR телескопа «Джемини-север». Обработка данных показала, что 1RXS J160929.1-210524 и планетарный объект действительно образуют связанную систему; кроме того, исследователи подтвердили истинность прежних оценок массы экзопланеты и её эффективной температуры. Компаньон 1RXS J160929.1-210524 b официально стал наименее массивным из тех, что удалены на несколько сотен астрономических единиц от своих звёзд.
По мнению авторов, при образовании звезды 1RXS J160929.1-210524 исходное газопылевое облако разделилось, как это часто бывает при рождении двойных систем, но один из фрагментов оказался слишком мал, и из его вещества сформировалась удалённая планета.